# 阿什利·莫洛尼
阿什利·莫洛尼（英語：Ashley Moloney，2000年3月13日—），澳洲田徑運動員，他代表澳洲隊參加了日本舉行的2020年夏季奧林匹克運動會，並且在男子十項全能比賽上獲得銅牌。